# ガイウス・クラウディウス・マルケッルス・ミノル
ガイウス・クラウディウス・マルケッルス・ミノル（ラテン語: Gaius Claudius Marcellus Minor, 生年不明 - 紀元前40年）は、共和政ローマの元老院議員。マルクス・トゥッリウス・キケロの友人でもあった。
クラウディウス氏族の出自で、第二次ポエニ戦争で活躍したマルクス・クラウディウス・マルケッルスの直系の子孫でもある。従兄弟に同名のマルケッルス・マヨルがおり、区別して名前の語尾に「ミノル（小）」をつけて呼ぶ。妻は後の初代ローマ皇帝アウグストゥスの姉である小オクタウィア。

## 略歴
マルケッルスはガイウス・ユリウス・カエサルとは政治的に対立していた。
紀元前54年、カエサルの娘でグナエウス・ポンペイウスと結婚していたユリアが死ぬと、カエサルは新たな血縁関係を築こうとマルケッルスの妻オクタウィアと離縁してポンペイウスと結婚させようとするが、失敗に終わる。
紀元前50年、コンスルとなった彼は強大になりつつあったカエサルの脅威を取り除くために、10年間の赴任と当初なっていたカエサルのプロコンスルの権限を2年早めに召還を試みる。イタリアへの帰還の際には非武装が基本であったから、これでカエサルの脅威を削ぎ、共和政ローマを存続できるはずであった。しかし試みは失敗。次にカエサルのガリア総督の罷免を呼び掛けるが、これもうまくはいかなかった。そしてカエサルが出した2期目のコンスルの不在立候補を、コンスルに立候補するにはローマで立たねばならないと無効とする。しかしカエサルはローマ軍団を解散させずにルビコン川を越えてイタリアに侵攻して内戦が始まったが、マルケッルスはカエサルに対して武装抵抗はしなかった。
紀元前47年には彼はカエサルと兄マルクス、大マルケッルスとカエサルの間を取りなして、国外に退去した。
紀元前40年に死去、妻オクタウィアはその数カ月後にマルクス・アントニウスと再婚した。

## 家族構成
マルケッルスの妻は小オクタウィアであり、のちにローマ皇帝となるアウグストゥスの姉になる。オクタウィアとの結婚で2人の女子と1人の男子をもうけ、女子は両名ともクラウディア・マルケッラと、男子はマルクス・クラウディウス・マルケッルスと名付けられ、子供達は皇族として育てられた。このように独裁権力を目指すカエサルの政敵であったのにもかかわらず、マルケッルスの子孫はユリウス＝クラウディウス朝の皇族となる。